# Le Petit Illustré
Pour les articles homonymes, voir Illustré.
Ne doit pas être confondu avec Le Petit Français illustré ou Le Petit Illustré amusant.
Le Petit Illustré pour la jeunesse et la famille (initialement appelé L'Illustré) est un ancien magazine de bandes dessinées pour enfants créé en 1904 par les frères Offenstadt  puis publié par la Société parisienne d'édition de 1919 à 1937.
Le premier numéro de L'Illustré paraît le 9 mai 1904. Au 128e numéro daté du 7 novembre 1906, l'hebdomadaire est renommé Le Petit Illustré—alors que son format augmente,. À partir de 1924, Louis Forton y publie Bibi Fricotin, une série à succès. 
Sous la pression de la concurrence américaine, notamment du Journal de Mickey, Le Petit Illustré est interrompu au numéro 1644 du 16 avril 1936, relancé dans la foulée avec une nouvelle numérotation pour cinquante semaines supplémentaires, avant d'être remplacé par L'As.